# 拉菲·比斯特里策
拉菲·比斯特里策（Rafi Bistritzer，1974年—），以色列物理学家，也是Applied Materials公司算法小组的经理。2020年，他与巴勃罗·哈里略-埃雷罗和艾伦·麦克唐纳一起获得了沃尔夫物理学奖，获奖理由是他们“在扭曲双层石墨烯方面的开创性理论和实验工作”。
比斯特里策于2000年获得特拉维夫大学物理学学士学位。2003年获魏茨曼研究所物理学硕士学位，2007年获物理学博士学位。后前往美国得克萨斯大学奥斯汀分校攻读博士后，在艾伦·麦克唐纳的指导下研究双层石墨烯的理论，特别是扭曲双层石墨烯。他们的计算预测，两个平行的石墨烯片以相对于彼此1.1度的角度（称为“魔角”的角度）扭曲，将产生平坦的莫尔条纹。这一预测后来被哈里略-埃雷罗以实验证实，是转角电子学领域的革命性突破。